# Jacob Lutz

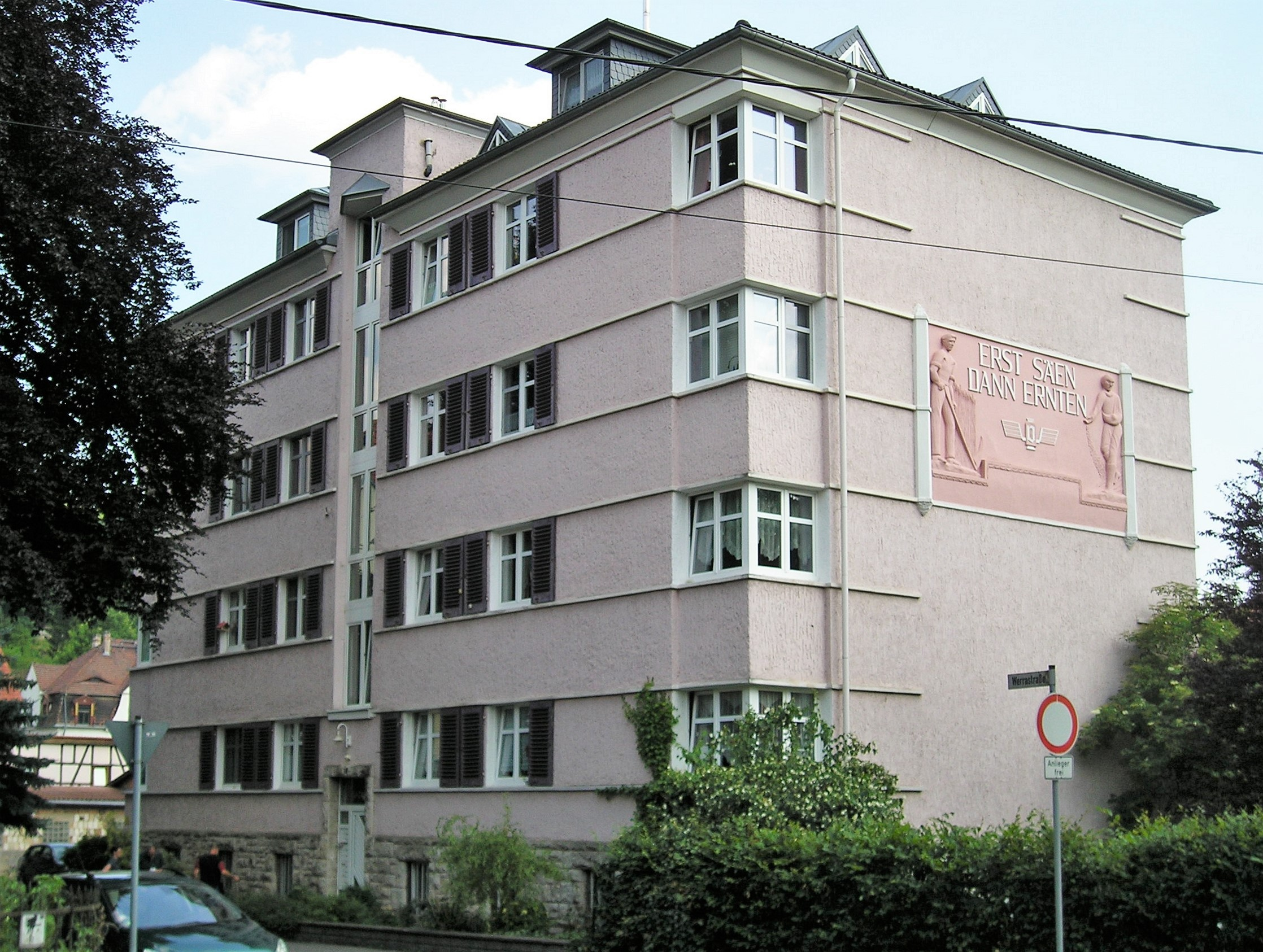
Denkmalgeschütztes Wohnhaus in Meiningen, Werrastraße

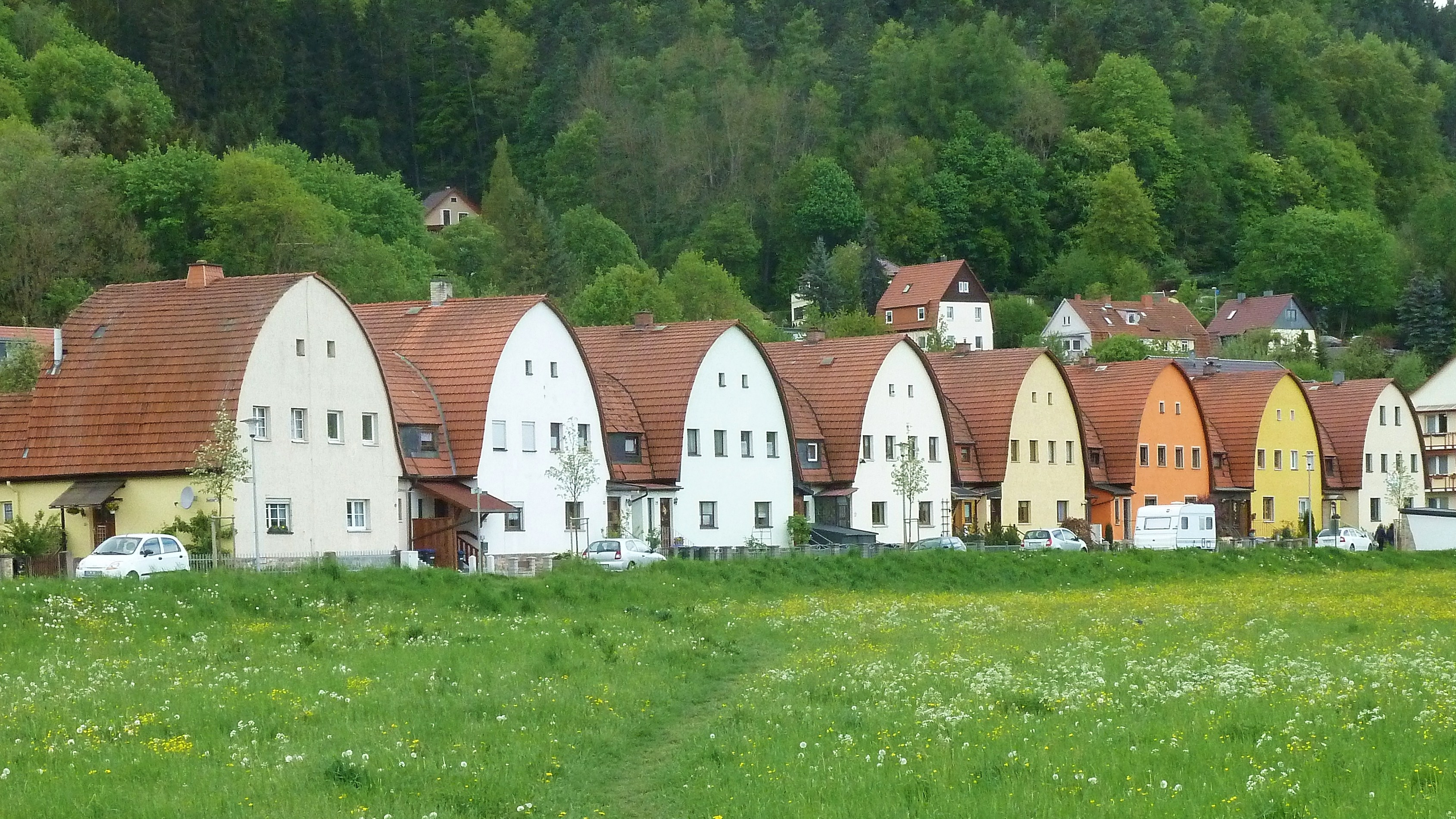
Zollingerdach-Reihenhäuser in Meiningen

Jacob Lutz (* 17. März 1884 in Ludwigshafen am Rhein; † 7. Juni 1954 in Meiningen) war ein deutscher Architekt.

## Leben
Jacob Lutz besuchte die Realschule in Ludwigshafen am Rhein und nahm anschließend eine Lehre in einem Ludwigshafener Baugeschäft auf. Ab 1903 studierte er an der Baugewerkschule Stuttgart Architektur. Hierbei eignete er sich umfangreiche Kenntnisse der noch jungen Bautechnik des Eisenbetonbaus an.
Ende 1906 ging Lutz in die herzogliche Residenzstadt Meiningen, wo er als Hofbauassistent und Bauführer tätig war. Er beaufsichtigte zumeist unter Hofbaurat Karl Behlert unter anderem die Neubauten der Schwesternschule und des Hoftheaters in Meiningen, das Pfarrhaus in Bad Liebenstein und leistete Erweiterungs- und Erhaltungsarbeiten an den Schlössern Elisabethenburg und Altenstein sowie weiteren herzoglichen Bauten. 
1911 ging Jacob Lutz in die Selbständigkeit und gründete in Meiningen ein Architektur- und Baubüro. Bis 1933 war er zusätzlich in der Kommunalpolitik aktiv, wo er sich für den Ausbau der Meininger Infrastruktur einsetzte und den Bau des Meininger Flugplatzes förderte. Als Architekt schuf er eine Reihe von Wohnsiedlungen, darunter die unter Denkmalschutz stehenden Zollingerdach-Reihenhäuser in Meiningen. Am 8. Oktober 1931 leitete Lutz die Haltemannschaft bei der Landung des Zeppelins LZ 127 Graf Zeppelin.
Sein Sohn Ralph Lutz war ein deutscher Tiefbauingenieur sowie Hafenbau- und Senatsbaudirektor in Bremen.

## Werk
Jacob Lutz schuf in und um Meiningen Geschäfts- und Wohnhäuser sowie einige Industriebauten. Seine bekanntesten Werke:
- Wohnhaus „Sparkassenhaus“ in Meiningen, Werrastraße (mit patentierter Müllschlucker-Anlage)
- Gasanstalt in Meiningen
- Geschäftshaus May & Sohn in Meiningen
- Reihenhausanlage mit Zollingerdächern in Meiningen, Reinwaldstraße